# Corry (Pennsylvania)
Corry è un comune (city) degli Stati Uniti d'America, situato nello stato della Pennsylvania, nella contea di Erie.